# Curva di titolazione
Le curve di titolazione illustrano il progresso qualitativo di una titolazione. Permettono una rapida valutazione del metodo di titolazione. Viene fatta una distinzione tra curve di titolazione logaritmiche e curve di titolazione lineari. Sono considerate la rappresentazione grafica della variazione di un parametro scelto per la soluzione in esame a seguito dell'aggiunta di un volume di soluzione titolante. Viene ottenuta in seguito a una titolazione.

## Titolazioni acido-base
Nelle titolazioni acido-base, le curve sono i grafici che rappresentano la variazione di pH della sostanza titolata (ANALITA) in funzione della sostanza aggiunta (TITOLANTE). Sull'asse delle ascisse sono riportati i diversi valori di titolante aggiunto e sulle ordinate si trovano i corrispondenti valori di pH. 
Le reazioni di titolazione di una reazione acido base assumono un aspetto SIGMOIDE, vedi grafico accanto. Le curve di titolazione possono essere rappresentate tenendo conto di 3 istanti: 
1. PRIMA del P.E , quando il volume titolante è minore rispetto al volume equivalente
2. AL PE, quando il volume titolante è uguale al volume equivalente
3. DOPO PE quando il volume titolante è maggiore del volume equivalente.

Per PE si intende il PUNTO EQUIVALENTE, mentre il VOLUME TITOLANTE rappresenta la quantità di volume di titolante che deve essere aggiunta per far reagire completamente l'analita con il titolante.
Oltre a mostrare l'andamento del pH, le curve di titolazione acido-base permettono di determinare, studiando come varia il pH al punto equivalente, il giusto indicatore da adoperare per quel particolare tipo di reazione analizzato.
I valori da riportare nel grafico si possono ricavare sperimentalmente, variando di volta in volta la quantità di titolante aggiunto, oppure anche per via teorica, tenendo conto che i procedimenti e i risultati cambiano a seconda della natura delle specie in soluzione e dei diversi equilibri acido-base stabilitisi nel sistema.
Nelle titolazioni potenziometriche, invece, sull'asse delle ordinate si trova il potenziale misurato per il volume di titolante aggiunto.
Il punto di flesso della curva corrisponde al punto d'equivalenza (o punto equivalente).
Nel caso di acidi monoprotici (indicati con HA), il punto a metà tra l'inizio della curva (prima è stato aggiunto alcun titolante) e il punto di equivalenza è significativo: in tali condizioni, le concentrazioni delle due specie (l'acido e la base coniugata) sono uguali. Pertanto, l'equazione di Henderson-Hasselbalch può essere risolta in questo modo:
{\displaystyle pH=pK_{a}+\log \left({\frac {[{\mbox{base}}]}{[{\mbox{acido}}]}}\right)}
{\displaystyle pH=pK_{a}+\log(1)\,}
{\displaystyle pH=pK_{a}\,}
Risulta quindi piuttosto facile il calcolo della pKa di un acido monoprotico di cui si conosce il pH al punto equivalente.